# 일본 자유민주당 총재 선거
일본 자유민주당 총재 선거(自由民主党総裁選挙)는 일본 자유민주당의 대표인 총재를 선출하는 선거다.
자민당 총재 선거는 「자유민주당 당칙」 제6조 및 「총재공선규정」에 따라 당 소속 국회의원, 당원, 자유국민회의 회원, 국민정치협회 회원들의 공선을 통해 진행된다. 선거가 실시되는 해의 12월 31일까지 만 20세가 되는 일본 국민으로 전년도와 그 전년도의 당비 또는 회비를 2년 연속 납부한 사람만 투표권을 가진다.
총재 후보자가 되기 위해선 「총재공선규정」 제9조에 의해 당 소속 국회의원이어야 하며 당 소속 국회의원 20명의 추천을 받아야 한다. 과거에는 당 간부들의 합의로 총재를 결정하거나 사전에 결정해놓고 형식적으로 선거를 진행한 적도 있었다. 지금도 당칙에 의해 총재가 임기 중 궐위되었을 때, 특히 긴급을 요할 때 당대회를 열지 않고 양원의원총회에서 후임 총재를 선임할 수 있다.
창당 이래 오랫동안 집권 여당의 지위를 차지하고 있었기에 역대 자민당 총재의 대부분은 일본의 내각총리대신에 취임했다. 따라서 자민당 총재 선거는 사실상의 총리 지명 선거로 주목받고 있다. 이를 이른바 총리총재라 부르는데 고노 요헤이와 다니가키 사다카즈 두 사람만이 자민당 총재로 선출되었지만 총리대신에 취임하지 못했다.

## 역대 선거
다음 표는 역대 자유민주당 총재 선거 투표와 그 결과이다. 굵은 글씨는 당시 선거에서 당선된 인물이다.
| 날짜             | 날짜             | 1위               | 2위                                                                          | 3위                                                                          | 4위                                                                          | 5위                                                                          | 6위                                                                          | 7위                                                                          | 무투표                                                                       | 추천 |
| ---------------- | ---------------- | ----------------- | ---------------------------------------------------------------------------- | ---------------------------------------------------------------------------- | ---------------------------------------------------------------------------- | ---------------------------------------------------------------------------- | ---------------------------------------------------------------------------- | ---------------------------------------------------------------------------- | ---------------------------------------------------------------------------- | ---- |
| 1956년 4월 5일   | 1956년 4월 5일   | 하토야마 이치로   | 기시 노부스케                                                                | 하야시 조지                                                                  | 이시바시 단잔 이시이 미쓰지로 마스타니 슈지 오노 반보쿠                      | 고노 이치로 시게미쓰 마모루 마쓰노 쓰루헤이 이케다 하야토                    |                                                                              |                                                                              | 5                                                                            | -    |
| 1956년 4월 5일   | 1956년 4월 5일   | 394               | 4                                                                            | 3                                                                            | 2                                                                            | 1                                                                            |                                                                              |                                                                              | 5                                                                            | -    |
| 1956년 12월 14일 | 1차              | 기시 노부스케     | 이시바시 단잔                                                                | 이시이 미쓰지로                                                              |                                                                              |                                                                              |                                                                              |                                                                              | 0                                                                            | -    |
| 1956년 12월 14일 | 1차              | 223               | 151                                                                          | 137                                                                          |                                                                              |                                                                              |                                                                              |                                                                              | 0                                                                            | -    |
| 1956년 12월 14일 | 결선             | 이시바시 단잔     | 기시 노부스케                                                                |                                                                              |                                                                              |                                                                              |                                                                              |                                                                              | 0                                                                            | -    |
| 1956년 12월 14일 | 결선             | 258               | 251                                                                          |                                                                              |                                                                              |                                                                              |                                                                              |                                                                              | 0                                                                            | -    |
| 1957년 3월 21일  | 1957년 3월 21일  | 기시 노부스케     | 마쓰무라 겐조                                                                | 이시이 미쓰지로 기타무라 도쿠타로                                            |                                                                              |                                                                              |                                                                              |                                                                              | 0                                                                            | -    |
| 1957년 3월 21일  | 1957년 3월 21일  | 471               | 2                                                                            | 1                                                                            |                                                                              |                                                                              |                                                                              |                                                                              | 0                                                                            | -    |
| 1959년 1월 14일  | 1959년 1월 14일  | 기시 노부스케     | 마쓰무라 겐조                                                                | 오노 반보쿠 요시다 시게루 이시이 미쓰지로 마스타니 슈지 사토 에이사쿠        |                                                                              |                                                                              |                                                                              |                                                                              | 0                                                                            | -    |
| 1959년 1월 14일  | 1959년 1월 14일  | 320               | 166                                                                          | 1                                                                            |                                                                              |                                                                              |                                                                              |                                                                              | 0                                                                            | -    |
| 1960년 7월 14일  | 1차              | 이케다 하야토     | 이시이 미쓰지로                                                              | 후지야마 아이이치로                                                          | 마쓰무라 겐조                                                                | 오노 반보쿠                                                                  |                                                                              |                                                                              | 0                                                                            | -    |
| 1960년 7월 14일  | 1차              | 246               | 196                                                                          | 49                                                                           | 5                                                                            | 1                                                                            |                                                                              |                                                                              | 0                                                                            | -    |
| 1960년 7월 14일  | 결선             | 이케다 하야토     | 이시이 미쓰지로                                                              |                                                                              |                                                                              |                                                                              |                                                                              |                                                                              | 0                                                                            | -    |
| 1960년 7월 14일  | 결선             | 302               | 194                                                                          |                                                                              |                                                                              |                                                                              |                                                                              |                                                                              | 0                                                                            | -    |
| 1962년 7월 14일  | 1962년 7월 14일  | 이케다 하야토     | 사토 에이사쿠                                                                | 이치마다 히사토                                                              | 기시 노부스케                                                                | 후지야마 아이이치로                                                          | 요시다 시게루 후쿠다 다케오                                                  | 다카하시 히토시 쇼리키 마쓰타로                                              | 0                                                                            | -    |
| 1962년 7월 14일  | 1962년 7월 14일  | 391               | 17                                                                           | 6                                                                            | 5                                                                            | 3                                                                            | 2                                                                            | 1                                                                            | 0                                                                            | -    |
| 1964년 7월 10일  | 1964년 7월 10일  | 이케다 하야토     | 사토 에이사쿠                                                                | 후지야마 아이이치로                                                          | 나다오 히로키치                                                              |                                                                              |                                                                              |                                                                              | 0                                                                            | -    |
| 1964년 7월 10일  | 1964년 7월 10일  | 242               | 160                                                                          | 72                                                                           | 1                                                                            |                                                                              |                                                                              |                                                                              | 0                                                                            | -    |
| 1964년 12월 1일  | 1964년 12월 1일  | 사토 에이사쿠     | 후보자 1명 (이케다가 재정을 하여 총재 선출)                                  | 후보자 1명 (이케다가 재정을 하여 총재 선출)                                  | 후보자 1명 (이케다가 재정을 하여 총재 선출)                                  | 후보자 1명 (이케다가 재정을 하여 총재 선출)                                  | 후보자 1명 (이케다가 재정을 하여 총재 선출)                                  | 후보자 1명 (이케다가 재정을 하여 총재 선출)                                  | 후보자 1명 (이케다가 재정을 하여 총재 선출)                                  | －   |
| 1966년 12월 1일  | 1966년 12월 1일  | 사토 에이사쿠     | 후지야마 아이이치로                                                          | 마에오 시게사부로                                                            | 나다오 히로키치                                                              | 노다 우이치                                                                  | 고사카 젠타로                                                                | 기시 노부스케 마쓰무라 겐조 무라카미 이사무                                  | 0                                                                            | -    |
| 1966년 12월 1일  | 1966년 12월 1일  | 289               | 89                                                                           | 47                                                                           | 11                                                                           | 9                                                                            | 2                                                                            | 1                                                                            | 0                                                                            | -    |
| 1968년 11월 27일 | 1968년 11월 27일 | 사토 에이사쿠     | 미키 다케오                                                                  | 마에오 시게사부로                                                            | 후지야마 아이이치로                                                          |                                                                              |                                                                              |                                                                              | 0                                                                            | -    |
| 1968년 11월 27일 | 1968년 11월 27일 | 249               | 107                                                                          | 95                                                                           | 1                                                                            |                                                                              |                                                                              |                                                                              | 0                                                                            | -    |
| 1970년 10월 29일 | 1970년 10월 29일 | 사토 에이사쿠     | 미키 다케오                                                                  | 지바 사부로 후지야마 아이이치로 우쓰노미야 도쿠마                            |                                                                              |                                                                              |                                                                              |                                                                              | 0                                                                            | -    |
| 1970년 10월 29일 | 1970년 10월 29일 | 353               | 111                                                                          | 1                                                                            |                                                                              |                                                                              |                                                                              |                                                                              | 0                                                                            | -    |
| 1972년 7월 5일   | 1차              | 다나카 가쿠에이   | 후쿠다 다케오                                                                | 오히라 마사요시                                                              | 미키 다케오                                                                  |                                                                              |                                                                              |                                                                              | 7                                                                            | 10명 |
| 1972년 7월 5일   | 1차              | 156               | 150                                                                          | 101                                                                          | 69                                                                           |                                                                              |                                                                              |                                                                              | 7                                                                            | 10명 |
| 1972년 7월 5일   | 결선             | 다나카 가쿠에이   | 후쿠다 다케오                                                                |                                                                              |                                                                              |                                                                              |                                                                              |                                                                              | 0                                                                            | 10명 |
| 1972년 7월 5일   | 결선             | 282               | 190                                                                          |                                                                              |                                                                              |                                                                              |                                                                              |                                                                              | 0                                                                            | 10명 |
| 1974년 12월 4일  | 1974년 12월 4일  | 미키 다케오       | 후보자 1명 (시나가 재정을 하여 총재 선출)                                    | 후보자 1명 (시나가 재정을 하여 총재 선출)                                    | 후보자 1명 (시나가 재정을 하여 총재 선출)                                    | 후보자 1명 (시나가 재정을 하여 총재 선출)                                    | 후보자 1명 (시나가 재정을 하여 총재 선출)                                    | 후보자 1명 (시나가 재정을 하여 총재 선출)                                    | 후보자 1명 (시나가 재정을 하여 총재 선출)                                    | 10명 |
| 1976년 12월 23일 | 1976년 12월 23일 | 후쿠다 다케오     | 후보자 1명 (양원의원총회의 합의를 통해 총재 선출)                            | 후보자 1명 (양원의원총회의 합의를 통해 총재 선출)                            | 후보자 1명 (양원의원총회의 합의를 통해 총재 선출)                            | 후보자 1명 (양원의원총회의 합의를 통해 총재 선출)                            | 후보자 1명 (양원의원총회의 합의를 통해 총재 선출)                            | 후보자 1명 (양원의원총회의 합의를 통해 총재 선출)                            | 후보자 1명 (양원의원총회의 합의를 통해 총재 선출)                            | 10명 |
| 1978년 11월 26일 | 예선             | 오히라 마사요시   | 후쿠다 다케오                                                                | 나카소네 야스히로                                                            | 고모토 도시오                                                                |                                                                              |                                                                              |                                                                              | 0                                                                            | 20명 |
| 1978년 11월 26일 | 예선             | 748점             | 638점                                                                        | 93점                                                                         | 46점                                                                         |                                                                              |                                                                              |                                                                              | 0                                                                            | 20명 |
| 1978년 11월 26일 | 본선             | 오히라 마사요시   | 2위가 사퇴                                                                   | 2위가 사퇴                                                                   | 2위가 사퇴                                                                   | 2위가 사퇴                                                                   | 2위가 사퇴                                                                   | 2위가 사퇴                                                                   | 2위가 사퇴                                                                   | 20명 |
| 1980년 7월 15일  | 1980년 7월 15일  | 스즈키 젠코       | 후보자 1명 (니시무라가 재정을 하여 총재 선출)                                | 후보자 1명 (니시무라가 재정을 하여 총재 선출)                                | 후보자 1명 (니시무라가 재정을 하여 총재 선출)                                | 후보자 1명 (니시무라가 재정을 하여 총재 선출)                                | 후보자 1명 (니시무라가 재정을 하여 총재 선출)                                | 후보자 1명 (니시무라가 재정을 하여 총재 선출)                                | 후보자 1명 (니시무라가 재정을 하여 총재 선출)                                | 20명 |
| 1980년 11월 27일 | 1980년 11월 27일 | 스즈키 젠코       | 후보자 1명 (스즈키 총재의 임기 만료에 의한 총재 선거. 무투표 당선)           | 후보자 1명 (스즈키 총재의 임기 만료에 의한 총재 선거. 무투표 당선)           | 후보자 1명 (스즈키 총재의 임기 만료에 의한 총재 선거. 무투표 당선)           | 후보자 1명 (스즈키 총재의 임기 만료에 의한 총재 선거. 무투표 당선)           | 후보자 1명 (스즈키 총재의 임기 만료에 의한 총재 선거. 무투표 당선)           | 후보자 1명 (스즈키 총재의 임기 만료에 의한 총재 선거. 무투표 당선)           | 후보자 1명 (스즈키 총재의 임기 만료에 의한 총재 선거. 무투표 당선)           | 20명 |
| 1982년 11월 24일 | 예선             | 나카소네 야스히로 | 고모토 도시오                                                                | 아베 신타로                                                                  | 나카가와 이치로                                                              |                                                                              |                                                                              |                                                                              | 0                                                                            | 50명 |
| 1982년 11월 24일 | 예선             | 559,673           | 265,078                                                                      | 80,443                                                                       | 66,041                                                                       |                                                                              |                                                                              |                                                                              | 0                                                                            | 50명 |
| 1982년 11월 24일 | 본선             | 나카소네 야스히로 | 2위가 사퇴                                                                   | 2위가 사퇴                                                                   | 2위가 사퇴                                                                   | 2위가 사퇴                                                                   | 2위가 사퇴                                                                   | 2위가 사퇴                                                                   | 2위가 사퇴                                                                   | 50명 |
| 1984년 10월 30일 | 1984년 10월 30일 | 나카소네 야스히로 | 후보자 1명 (나카소네 총재의 임기 만료에 의한 총재 선거. 무투표 당선)         | 후보자 1명 (나카소네 총재의 임기 만료에 의한 총재 선거. 무투표 당선)         | 후보자 1명 (나카소네 총재의 임기 만료에 의한 총재 선거. 무투표 당선)         | 후보자 1명 (나카소네 총재의 임기 만료에 의한 총재 선거. 무투표 당선)         | 후보자 1명 (나카소네 총재의 임기 만료에 의한 총재 선거. 무투표 당선)         | 후보자 1명 (나카소네 총재의 임기 만료에 의한 총재 선거. 무투표 당선)         | 후보자 1명 (나카소네 총재의 임기 만료에 의한 총재 선거. 무투표 당선)         | 50명 |
| 1986년 9월 11일  | 1986년 9월 11일  | 나카소네 야스히로 | 임기 1년 연장 (양원의원총회에서 나카소네 총재의 임기 연장을 만장일치로 의결) | 임기 1년 연장 (양원의원총회에서 나카소네 총재의 임기 연장을 만장일치로 의결) | 임기 1년 연장 (양원의원총회에서 나카소네 총재의 임기 연장을 만장일치로 의결) | 임기 1년 연장 (양원의원총회에서 나카소네 총재의 임기 연장을 만장일치로 의결) | 임기 1년 연장 (양원의원총회에서 나카소네 총재의 임기 연장을 만장일치로 의결) | 임기 1년 연장 (양원의원총회에서 나카소네 총재의 임기 연장을 만장일치로 의결) | 임기 1년 연장 (양원의원총회에서 나카소네 총재의 임기 연장을 만장일치로 의결) | -    |
| 1987년 10월 31일 | 1987년 10월 31일 | 다케시타 노보루   | 후보자 1명 (나카소네가 재정을 하여 총재 선출)                                | 후보자 1명 (나카소네가 재정을 하여 총재 선출)                                | 후보자 1명 (나카소네가 재정을 하여 총재 선출)                                | 후보자 1명 (나카소네가 재정을 하여 총재 선출)                                | 후보자 1명 (나카소네가 재정을 하여 총재 선출)                                | 후보자 1명 (나카소네가 재정을 하여 총재 선출)                                | 후보자 1명 (나카소네가 재정을 하여 총재 선출)                                | 50명 |
| 1989년 6월 2일   | 1989년 6월 2일   | 우노 소스케       | 후보자 1명 (다케시타가 재정을 하여 총재 선출)                                | 후보자 1명 (다케시타가 재정을 하여 총재 선출)                                | 후보자 1명 (다케시타가 재정을 하여 총재 선출)                                | 후보자 1명 (다케시타가 재정을 하여 총재 선출)                                | 후보자 1명 (다케시타가 재정을 하여 총재 선출)                                | 후보자 1명 (다케시타가 재정을 하여 총재 선출)                                | 후보자 1명 (다케시타가 재정을 하여 총재 선출)                                | 50명 |
| 1989년 8월 8일   | 1989년 8월 8일   | 가이후 도시키     | 하야시 요시로                                                                | 이시하라 신타로                                                              |                                                                              |                                                                              |                                                                              |                                                                              | 0                                                                            | 20명 |
| 1989년 8월 8일   | 1989년 8월 8일   | 279               | 120                                                                          | 48                                                                           |                                                                              |                                                                              |                                                                              |                                                                              | 0                                                                            | 20명 |
| 1989년 10월 31일 | 1989년 10월 31일 | 가이후 도시키     | 후보자 1명 (가이후 총재의 임기 만료에 의한 총재 선거. 무투표 당선)           | 후보자 1명 (가이후 총재의 임기 만료에 의한 총재 선거. 무투표 당선)           | 후보자 1명 (가이후 총재의 임기 만료에 의한 총재 선거. 무투표 당선)           | 후보자 1명 (가이후 총재의 임기 만료에 의한 총재 선거. 무투표 당선)           | 후보자 1명 (가이후 총재의 임기 만료에 의한 총재 선거. 무투표 당선)           | 후보자 1명 (가이후 총재의 임기 만료에 의한 총재 선거. 무투표 당선)           | 후보자 1명 (가이후 총재의 임기 만료에 의한 총재 선거. 무투표 당선)           | 20명 |
| 1991년 10월 27일 | 1991년 10월 27일 | 미야자와 기이치   | 와타나베 미치오                                                              | 미쓰즈카 히로시                                                              |                                                                              |                                                                              |                                                                              |                                                                              | 0                                                                            | 30명 |
| 1991년 10월 27일 | 1991년 10월 27일 | 285               | 120                                                                          | 87                                                                           |                                                                              |                                                                              |                                                                              |                                                                              | 0                                                                            | 30명 |
| 1993년 7월 30일  | 1993년 7월 30일  | 고노 요헤이       | 와타나베 미치오                                                              |                                                                              |                                                                              |                                                                              |                                                                              |                                                                              | 0                                                                            | 20명 |
| 1993년 7월 30일  | 1993년 7월 30일  | 208               | 159                                                                          |                                                                              |                                                                              |                                                                              |                                                                              |                                                                              | 0                                                                            | 20명 |
| 1993년 9월 30일  | 1993년 9월 30일  | 고노 요헤이       | 후보자 1명 (고노 총재의 임기 만료에 의한 총재 선거. 무투표 당선)             | 후보자 1명 (고노 총재의 임기 만료에 의한 총재 선거. 무투표 당선)             | 후보자 1명 (고노 총재의 임기 만료에 의한 총재 선거. 무투표 당선)             | 후보자 1명 (고노 총재의 임기 만료에 의한 총재 선거. 무투표 당선)             | 후보자 1명 (고노 총재의 임기 만료에 의한 총재 선거. 무투표 당선)             | 후보자 1명 (고노 총재의 임기 만료에 의한 총재 선거. 무투표 당선)             | 후보자 1명 (고노 총재의 임기 만료에 의한 총재 선거. 무투표 당선)             | 20명 |
| 1995년 9월 22일  | 1995년 9월 22일  | 하시모토 류타로   | 고이즈미 준이치로                                                            |                                                                              |                                                                              |                                                                              |                                                                              |                                                                              | 0                                                                            | 30명 |
| 1995년 9월 22일  | 1995년 9월 22일  | 304               | 87                                                                           |                                                                              |                                                                              |                                                                              |                                                                              |                                                                              | 0                                                                            | 30명 |
| 1997년 9월 11일  | 1997년 9월 11일  | 하시모토 류타로   | 후보자 1명 (하시모토 총재의 임기 만료에 의한 총재 선거. 무투표 당선)         | 후보자 1명 (하시모토 총재의 임기 만료에 의한 총재 선거. 무투표 당선)         | 후보자 1명 (하시모토 총재의 임기 만료에 의한 총재 선거. 무투표 당선)         | 후보자 1명 (하시모토 총재의 임기 만료에 의한 총재 선거. 무투표 당선)         | 후보자 1명 (하시모토 총재의 임기 만료에 의한 총재 선거. 무투표 당선)         | 후보자 1명 (하시모토 총재의 임기 만료에 의한 총재 선거. 무투표 당선)         | 후보자 1명 (하시모토 총재의 임기 만료에 의한 총재 선거. 무투표 당선)         | 30명 |
| 1998년 7월 24일  | 1998년 7월 24일  | 오부치 게이조     | 가지야마 세이로쿠                                                            | 고이즈미 준이치로                                                            |                                                                              |                                                                              |                                                                              |                                                                              | 0                                                                            | 20명 |
| 1998년 7월 24일  | 1998년 7월 24일  | 225               | 102                                                                          | 84                                                                           |                                                                              |                                                                              |                                                                              |                                                                              | 0                                                                            | 20명 |
| 1999년 9월 21일  | 1999년 9월 21일  | 오부치 게이조     | 가토 고이치                                                                  | 야마사키 다쿠                                                                |                                                                              |                                                                              |                                                                              |                                                                              | 0                                                                            | 20명 |
| 1999년 9월 21일  | 1999년 9월 21일  | 350               | 113                                                                          | 51                                                                           |                                                                              |                                                                              |                                                                              |                                                                              | 0                                                                            | 20명 |
| 2000년 4월 5일   | 2000년 4월 5일   | 모리 요시로       | 후보자 1명 (양원의원총회에서 합의로 총재 선출)                               | 후보자 1명 (양원의원총회에서 합의로 총재 선출)                               | 후보자 1명 (양원의원총회에서 합의로 총재 선출)                               | 후보자 1명 (양원의원총회에서 합의로 총재 선출)                               | 후보자 1명 (양원의원총회에서 합의로 총재 선출)                               | 후보자 1명 (양원의원총회에서 합의로 총재 선출)                               | 후보자 1명 (양원의원총회에서 합의로 총재 선출)                               | 20명 |
| 2001년 4월 24일  | 2001년 4월 24일  | 고이즈미 준이치로 | 하시모토 류타로                                                              | 아소 다로                                                                    | (지방표 개막 후에 가메이 시즈카가 사퇴)                                      | (지방표 개막 후에 가메이 시즈카가 사퇴)                                      | (지방표 개막 후에 가메이 시즈카가 사퇴)                                      | (지방표 개막 후에 가메이 시즈카가 사퇴)                                      | 3                                                                            | 20명 |
| 2001년 4월 24일  | 2001년 4월 24일  | 298               | 155                                                                          | 31                                                                           | (지방표 개막 후에 가메이 시즈카가 사퇴)                                      | (지방표 개막 후에 가메이 시즈카가 사퇴)                                      | (지방표 개막 후에 가메이 시즈카가 사퇴)                                      | (지방표 개막 후에 가메이 시즈카가 사퇴)                                      | 3                                                                            | 20명 |
| 2001년 8월 10일  | 2001년 8월 10일  | 고이즈미 준이치로 | 후보자 1명 (고이즈미 총재의 임기 만료에 의한 총재 선거. 무투표 당선)         | 후보자 1명 (고이즈미 총재의 임기 만료에 의한 총재 선거. 무투표 당선)         | 후보자 1명 (고이즈미 총재의 임기 만료에 의한 총재 선거. 무투표 당선)         | 후보자 1명 (고이즈미 총재의 임기 만료에 의한 총재 선거. 무투표 당선)         | 후보자 1명 (고이즈미 총재의 임기 만료에 의한 총재 선거. 무투표 당선)         | 후보자 1명 (고이즈미 총재의 임기 만료에 의한 총재 선거. 무투표 당선)         | 후보자 1명 (고이즈미 총재의 임기 만료에 의한 총재 선거. 무투표 당선)         | 20명 |
| 2003년 9월 20일  | 2003년 9월 20일  | 고이즈미 준이치로 | 가메이 시즈카                                                                | 후지이 다카오                                                                | 고무라 마사히코                                                              |                                                                              |                                                                              |                                                                              | 0                                                                            | 20명 |
| 2003년 9월 20일  | 2003년 9월 20일  | 399               | 139                                                                          | 65                                                                           | 54                                                                           |                                                                              |                                                                              |                                                                              | 0                                                                            | 20명 |
| 2006년 9월 20일  | 2006년 9월 20일  | 아베 신조         | 아소 다로                                                                    | 다니가키 사다카즈                                                            |                                                                              |                                                                              |                                                                              |                                                                              | 1                                                                            | 20명 |
| 2006년 9월 20일  | 2006년 9월 20일  | 464               | 136                                                                          | 102                                                                          |                                                                              |                                                                              |                                                                              |                                                                              | 1                                                                            | 20명 |
| 2007년 9월 23일  | 2007년 9월 23일  | 후쿠다 야스오     | 아소 다로                                                                    |                                                                              |                                                                              |                                                                              |                                                                              |                                                                              | 1                                                                            | 20명 |
| 2007년 9월 23일  | 2007년 9월 23일  | 330               | 197                                                                          |                                                                              |                                                                              |                                                                              |                                                                              |                                                                              | 1                                                                            | 20명 |
| 2008년 9월 22일  | 2008년 9월 22일  | 아소 다로         | 요사노 가오루                                                                | 고이케 유리코                                                                | 이시하라 노부테루                                                            | 이시바 시게루                                                                |                                                                              |                                                                              | 2                                                                            | 20명 |
| 2008년 9월 22일  | 2008년 9월 22일  | 351               | 66                                                                           | 46                                                                           | 37                                                                           | 25                                                                           |                                                                              |                                                                              | 2                                                                            | 20명 |
| 2009년 9월 28일  | 2009년 9월 28일  | 다니가키 사다카즈 | 고노 다로                                                                    | 니시무라 야스토시                                                            |                                                                              |                                                                              |                                                                              |                                                                              | 1                                                                            | 20명 |
| 2009년 9월 28일  | 2009년 9월 28일  | 300               | 144                                                                          | 54                                                                           |                                                                              |                                                                              |                                                                              |                                                                              | 1                                                                            | 20명 |
| 2012년 9월 26일  | 1차              | 이시바 시게루     | 아베 신조                                                                    | 이시하라 노부테루                                                            | 마치무라 노부타카                                                            | 하야시 요시마사                                                              |                                                                              |                                                                              | 1                                                                            | 20명 |
| 2012년 9월 26일  | 1차              | 199               | 141                                                                          | 96                                                                           | 34                                                                           | 27                                                                           |                                                                              |                                                                              | 1                                                                            | 20명 |
| 2012년 9월 26일  | 결선             | 아베 신조         | 이시바 시게루                                                                |                                                                              |                                                                              |                                                                              |                                                                              |                                                                              | 1                                                                            | 20명 |
| 2012년 9월 26일  | 결선             | 108               | 89                                                                           |                                                                              |                                                                              |                                                                              |                                                                              |                                                                              | 1                                                                            | 20명 |
| 2015년 9월 8일   | 2015년 9월 8일   | 아베 신조         | 후보자 1명 (아베 총재의 임기 만료에 의한 총재 선거. 무투표 당선)             | 후보자 1명 (아베 총재의 임기 만료에 의한 총재 선거. 무투표 당선)             | 후보자 1명 (아베 총재의 임기 만료에 의한 총재 선거. 무투표 당선)             | 후보자 1명 (아베 총재의 임기 만료에 의한 총재 선거. 무투표 당선)             | 후보자 1명 (아베 총재의 임기 만료에 의한 총재 선거. 무투표 당선)             | 후보자 1명 (아베 총재의 임기 만료에 의한 총재 선거. 무투표 당선)             | 후보자 1명 (아베 총재의 임기 만료에 의한 총재 선거. 무투표 당선)             | 20명 |
| 2018년 9월 20일  | 2018년 9월 20일  | 아베 신조         | 이시바 시게루                                                                |                                                                              |                                                                              |                                                                              |                                                                              |                                                                              | 3                                                                            | 20명 |
| 2018년 9월 20일  | 2018년 9월 20일  | 553               | 254                                                                          |                                                                              |                                                                              |                                                                              |                                                                              |                                                                              | 3                                                                            | 20명 |
| 2020년 9월 14일  | 2020년 9월 14일  | 스가 요시히데     | 기시다 후미오                                                                | 이시바 시게루                                                                |                                                                              |                                                                              |                                                                              |                                                                              | 0                                                                            | 20명 |
| 2020년 9월 14일  | 2020년 9월 14일  | 377               | 89                                                                           | 68                                                                           |                                                                              |                                                                              |                                                                              |                                                                              | 0                                                                            | 20명 |
| 2021년 9월 29일  | 1차              | 기시다 후미오     | 고노 다로                                                                    | 다카이치 사나에                                                              | 노다 세이코                                                                  |                                                                              |                                                                              |                                                                              | 1                                                                            | 20명 |
| 2021년 9월 29일  | 1차              | 256               | 255                                                                          | 188                                                                          | 63                                                                           |                                                                              |                                                                              |                                                                              | 1                                                                            | 20명 |
| 2021년 9월 29일  | 결선             | 기시다 후미오     | 고노 다로                                                                    |                                                                              |                                                                              |                                                                              |                                                                              |                                                                              | 1                                                                            | 20명 |
| 2021년 9월 29일  | 결선             | 257               | 170                                                                          |                                                                              |                                                                              |                                                                              |                                                                              |                                                                              | 1                                                                            | 20명 |

## 기록
최다 당선 횟수
- 4회
  - 사토 에이사쿠 (1964년, 1966년, 1968년, 1970년)
  - 아베 신조 (2006년, 2012년, 2015년, 2018년)

최다 입후보 횟수 (입후보제가 도입된 1972년 이후부터 계산)
- 5회
  - 고이즈미 준이치로 (1995년, 1998년, 2001년 4월, 2001년 8월, 2003년)